# Cargolet músic
El cargolet músic (Cyphorhinus arada) és una espècie de trogodítid anomenada així pel seu elaborat cant. És originària de la selva amazònica d'Amèrica del Sud, i se la troba des de les terres baixes fins als contraforts dels Andes.

## Taxonomia i sistemàtica
Fa un temps el cargolet músic i el cargolet cantaire (Cyphorhinus phaeocephalus) es consideraven coespecífics. Ells dos, i possiblement el cargolet de pit castany (C. thoracicus), formen un complex d'espècies.
El cargolet músic té sis subespècies reconegudes que s'enumeren a continuació. Hi ha diferències vocals i de plomatge entre ells, i una publicació ha proposat dividir les sis subespècies en espècies individuals.
Les sis subespècies són: 
- C. a. arada Hermann (1783)
- C. a. griseolateralis Ridgway (1888)

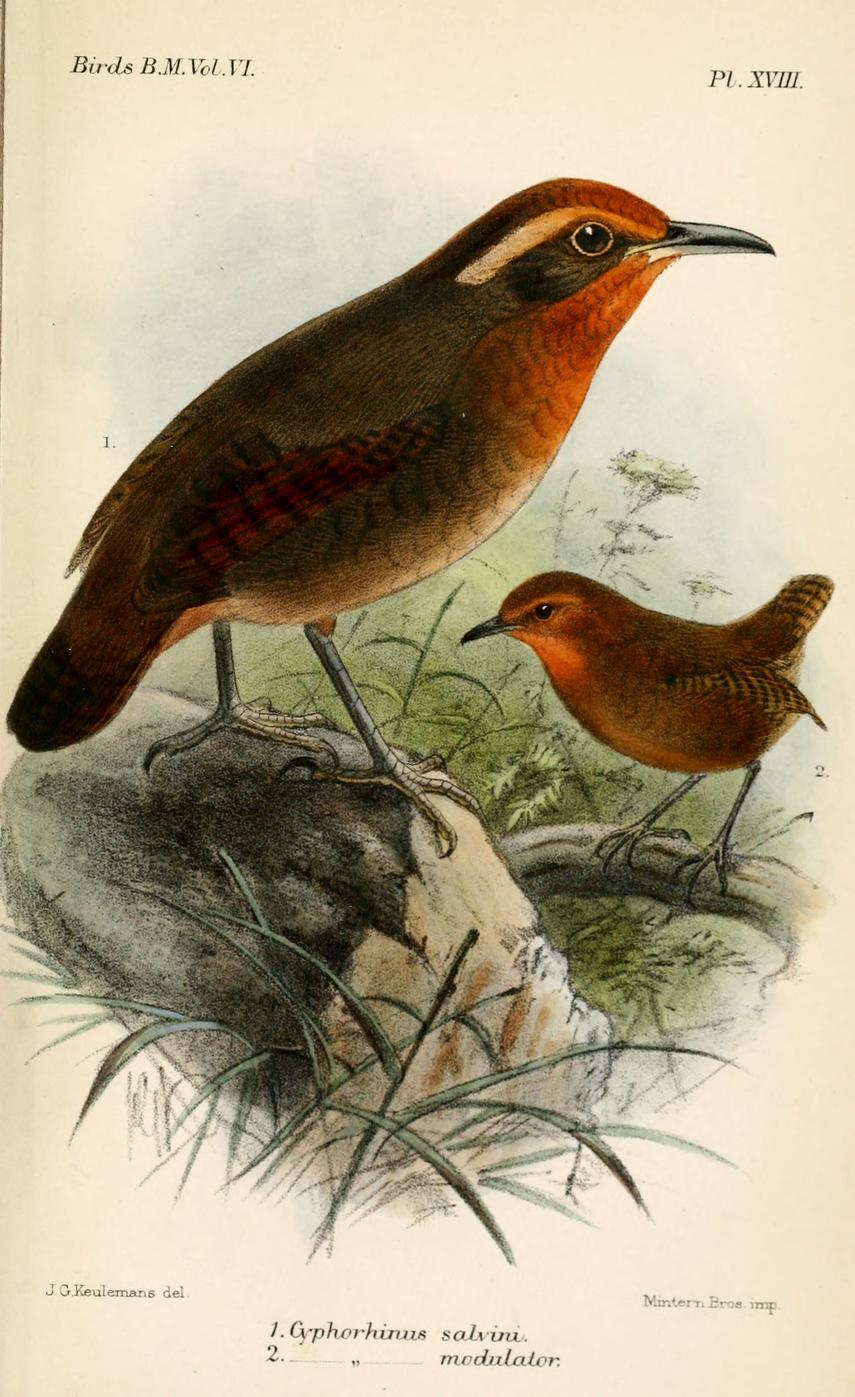
Subespècie C. a. salvini (esquerra), i C. a. modulador (dreta), il·lustració de Keulemans, 1881

- C. a. interpòs Todd (1932)
- C. a. transfluvialis Todd (1932)
- C. a. Salvini Sharpe (1882)
- C. a. modulador d'Orbigny (1838)

## Descripció
El cargolet músic fa 12,5 cm de llarg i pesa entre 18 i 24 g. L'adult de la subespècie nominada té el front i la part davantera del cap de color vermellós que s'enfosqueix a marró castany cap a la part posterior. Té una llista superciliar de color pàl·lid i estreta amb vores negres encara més estretes, una franja marró castany darrere de l'ull i les galtes de color marró ataronjat. Té una mena de collar ample amb ratlles blanc-i-negres al llarg del clatell i la part superior del dors. La part baixa del dors i la gropa són d'un marró vermellós més clar que la corona i la cua és de color marró mitjà amb barres estretes de color marró fosc. La barbeta, la gola i la part superior del pit són d'un marró ataronjat brillant amb un canvi brusc a la part inferior del pit i la part superior del ventre de color beix pàl·lid. Els flancs i el ventre inferior són de color marró groguenc. El juvenil és semblant, però de vegades té una banda més pàl·lida a la part inferior del ventre.
C. a. griseolateralis té el coll més prim que l'espècie nominada i és més gris per sota. C. a. interpositus no té el coll de l'espècie nominada i les galtes són de color gris marronós. C. a. transfluvialis és més petit i més pàl·lid que l'espècie nominada. C. a. salvini tampoc té el coll de l'espècie nominada i és molt fosc en general. C. a. modulator és similar a transfluvialis, però té un supercili més ample i les parts superiors són més clares.

## Distribució i hàbitat
Les subespècies del cargolet músic es troben en aquests llocs: 
- C. a. arada, a l'est i al sud-est de Veneçuela, les Guaianes i el nord-est del Brasil.
- C. a. griseolateralis, al Brasil, a la riba sud del curs baix del riu Amazones, des del riu Tapajós cap a l'est i al sud fins al riu Jamanxim.
- C. a. interpositus, viu al nord central del Brasil entre el riu Madeira i el riu Tapajós i al sud fins al nord del Mato Grosso
- C. a. transfluvialis, se'l troba des dels contraforts dels Andes orientals de Colòmbia a l'est fins a Rio Negro al nord-oest del Brasil.
- C. a. salvini, al sud de Colòmbia, l'est de l'Equador i el nord-est del Perú.
- C. a. modulador, a l'est del Perú, el nord de Bolívia i l'oest del Brasil al sud de l'Amazones fins a l'est fins al riu Madeira.

El cargolet músic habita generalment als nivells inferiors del bosc humit; al Brasil també es troba al bosc de várzea, és a dir, als boscos que creixen a les planes d'inundació i al llarg dels rius d'aigües blanques, rics en sediments minerals. L'altitud oscil·la entre el nivell del mar i els 500 m, però de vegades es troba fins a 1000 m i fins i tot a Veneçuela a 1400 m.

## Comportament

### Alimentació
El cargolet músic s'alimenta principalment al terra o ben a prop, buscant restes i fulles. La seva dieta és majoritàriament d'invertebrats, inclosos insectes, aranyes i crustacis, però també menja baies. Normalment s'alimenta en parella o en grups familiars. Tot i que de vegades segueix eixams de formigues legionàries, no sol unir-se a esbarts mixtos d'espècies.

### Cria
El cargolet músic té una temporada de reproducció prolongada, com a mínim de juliol a setembre. El seu niu és esfèric amb l'entrada a través d'un coll en forma d'embut, construït amb esquelets de fulles i herba tosca. Hi ponen dos ous.

### Vocalització
Els membres d'una parella de cargolets músics canten antifonalment una sèrie de xiulets clars i inquietants, que varien molt en to.
Escolteu-ne el cant.

## En la cultura popular
En portuguès es coneix com uirapuru o amb moltes altres variants d'aquest nom, totes basades en el nom en llengua tupí wirapu 'ru. Sobretot al Brasil, el cargolet músic és el tema de diverses llegendes i faules, la majoria relacionades amb el seu cant fort i bonic. Una d'elles explica que quan comença a cantar tots els altres ocells deixen de cantar per escoltar-se'l. També es creu que el cargolet músic porta sort, la qual cosa fa que algunes persones el cacin per tenir-lo dissecat. El compositor brasiler Heitor Villa-Lobos va compondre una peça que va anomenar Uirapuru.

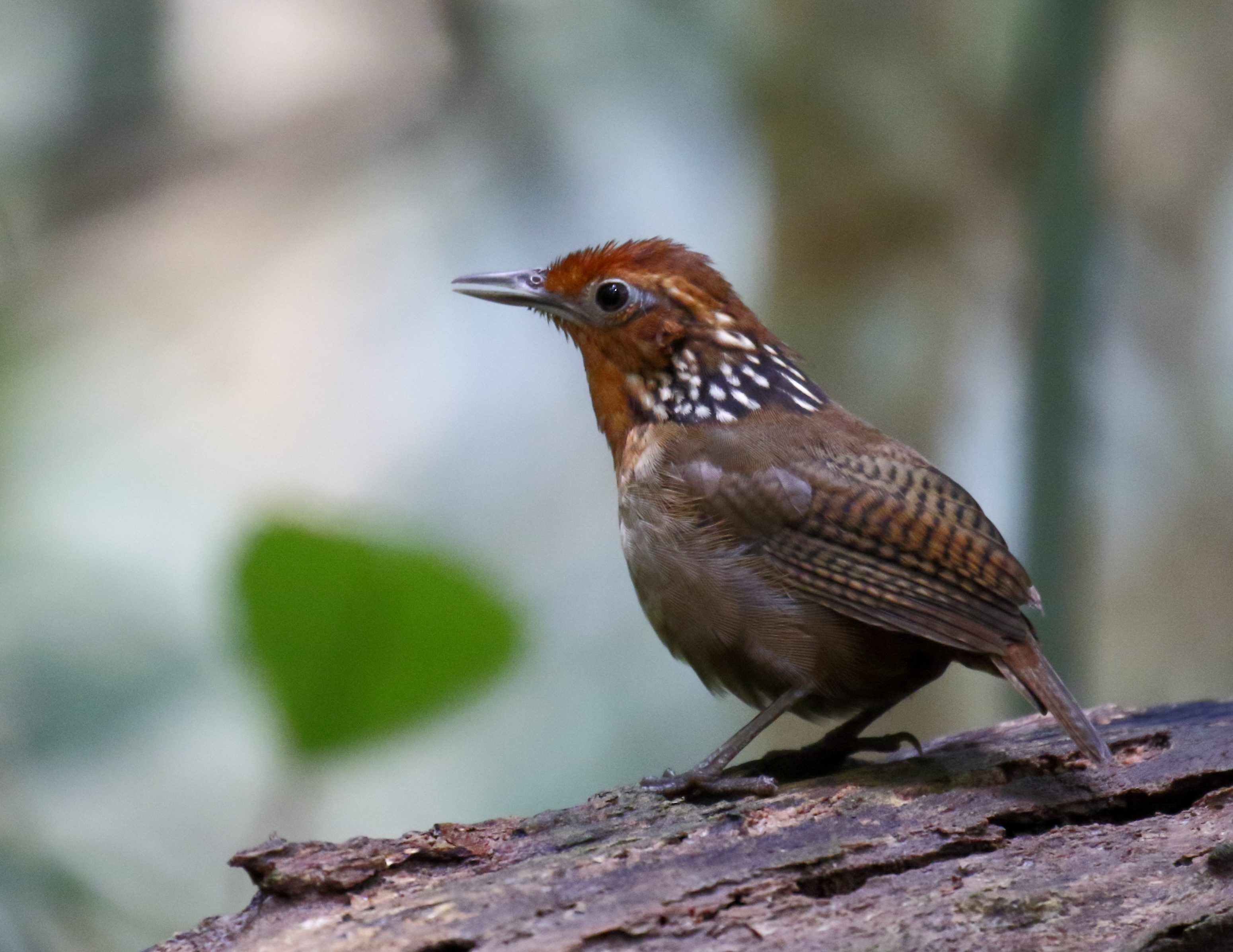
Cargolet músic Cyphorhinus arada arada
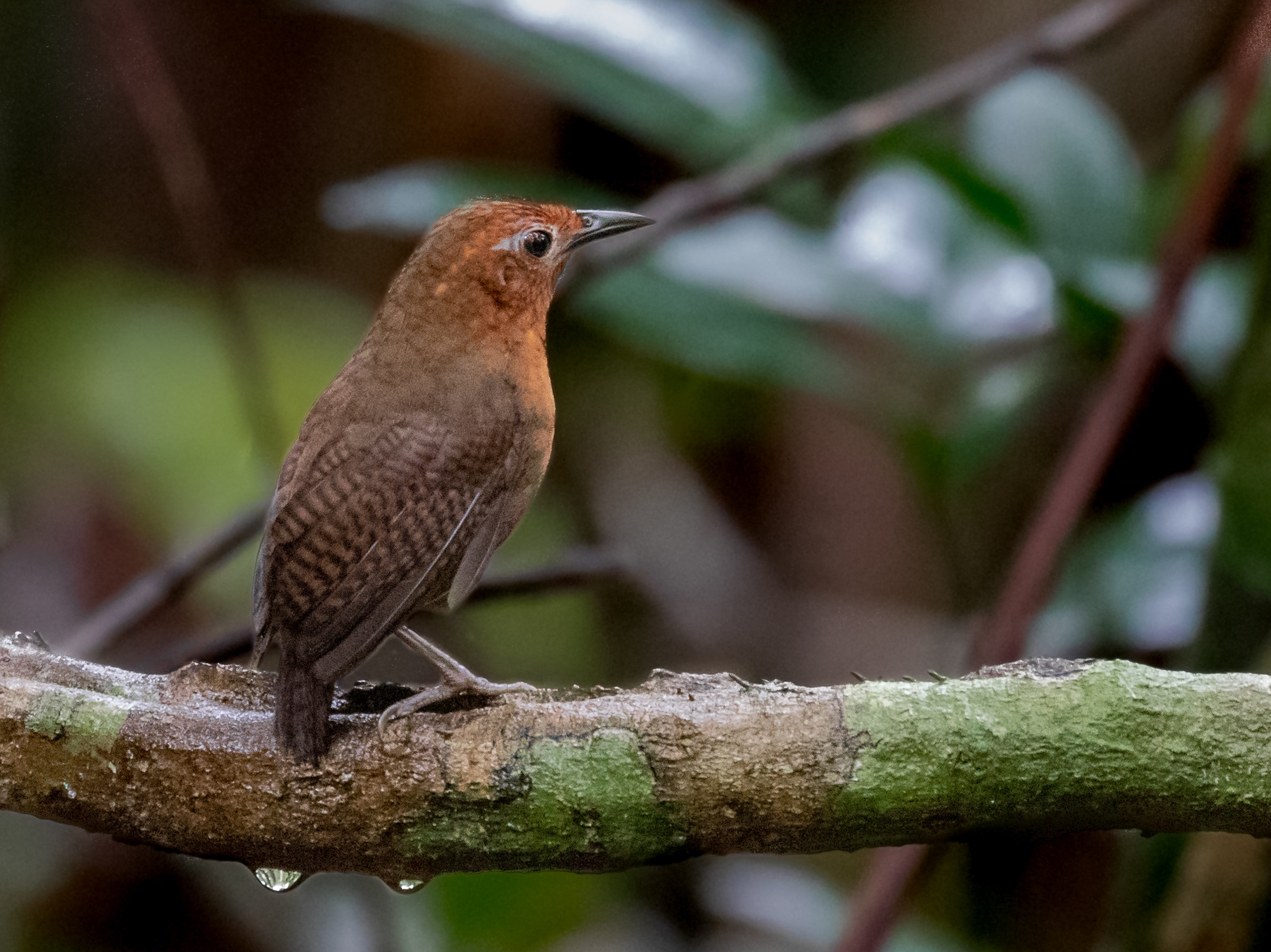
Cyphorhinus arada transfluvialis
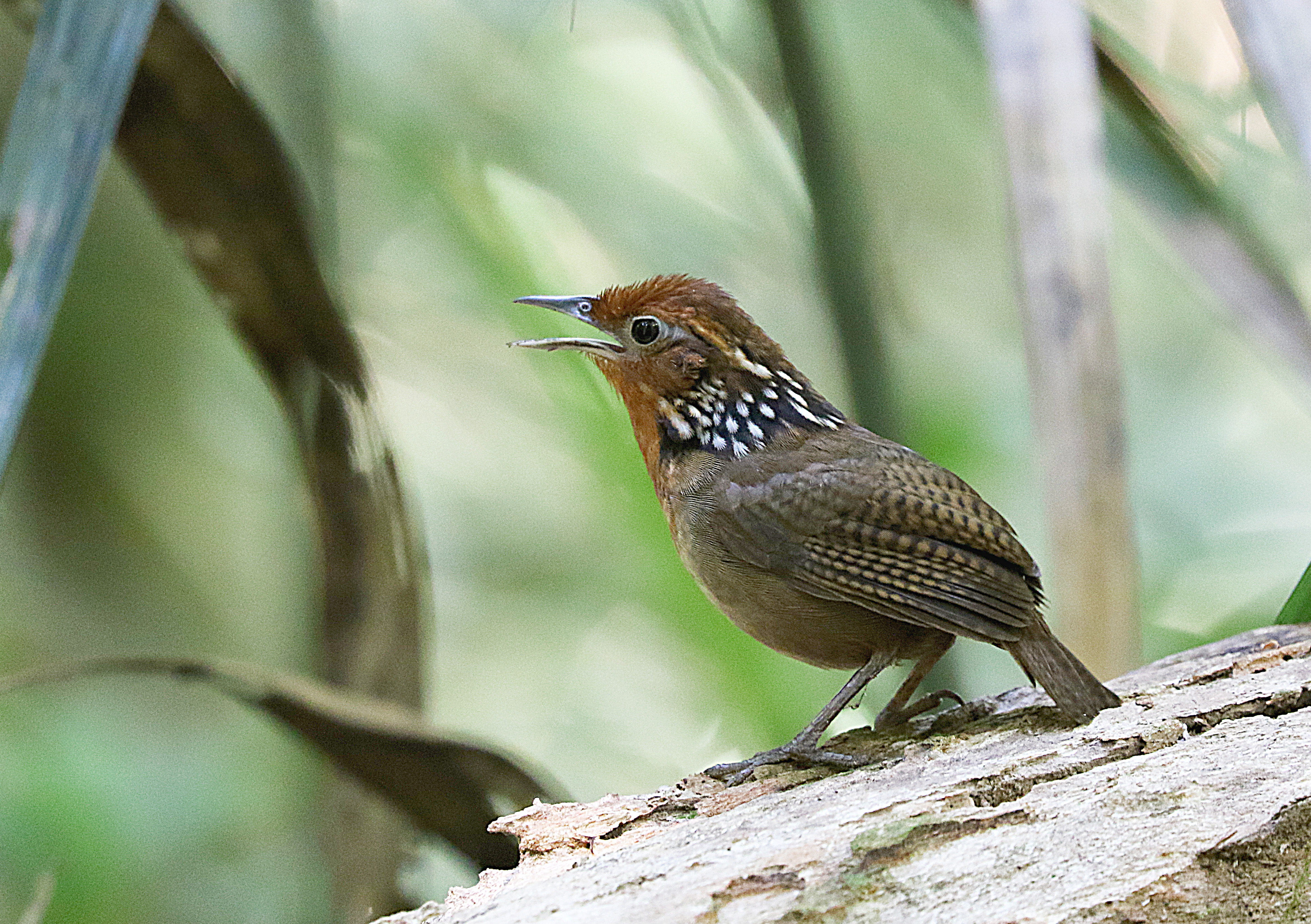
Cyphorhinus arada arada Cargolet músic

## Estat de conservació
La UICN ha avaluat l'estat de conservació del cargolet músic com de risc mínim. La seva àrea de distribució té un gran abast i en bona part es manté inalterada. Se'l troba en diverses àrees protegides.